# لاري أوبانون
لاري أوبانون (بالإنجليزية: Larry O'Bannon)‏ مواليد 15 أغسطس 1983 في لويفيل، هو لاعب كرة سلة أمريكي. بدأ مسيرته الاحترافية في سنة 2005. يلعب في دوري كرة السلة الوطني الأرجنتيني كلاعب هجوم خلفي. يحمل الرقم 4. لعب كرة السلة الجامعية في جامعة لويفيل.

## المسيرة الاحترافية
لعب مع نادي ريد ستار لكرة السلة في موسم 2005–2006، ثم لعب مع أماتوري أوديني في موسم 2006–2007، ثم لعب مع باسكت نابولي في سنة 2007، ثم لعب مع بوكا جونيورز في موسم 2011–2012، ثم لعب مع نادي لانوس في سنة 2012.

## روابط خارجية
- لاري أوبانون على موقع كرة السلة الأوروبية.كوم (الإنجليزية)
- لاري أوبانون على موقع كلية كرة السلة في سبورتس رفرنس.كوم (الإنجليزية)
- لاري أوبانون على موقع ريلجم (الإنجليزية)
- لاري أوبانون على موقع بروبوليرز (الإنجليزية)
- لاري أوبانون على موقع سبورتس رفرنس (الإنجليزية)